# Gustaf Nordahl

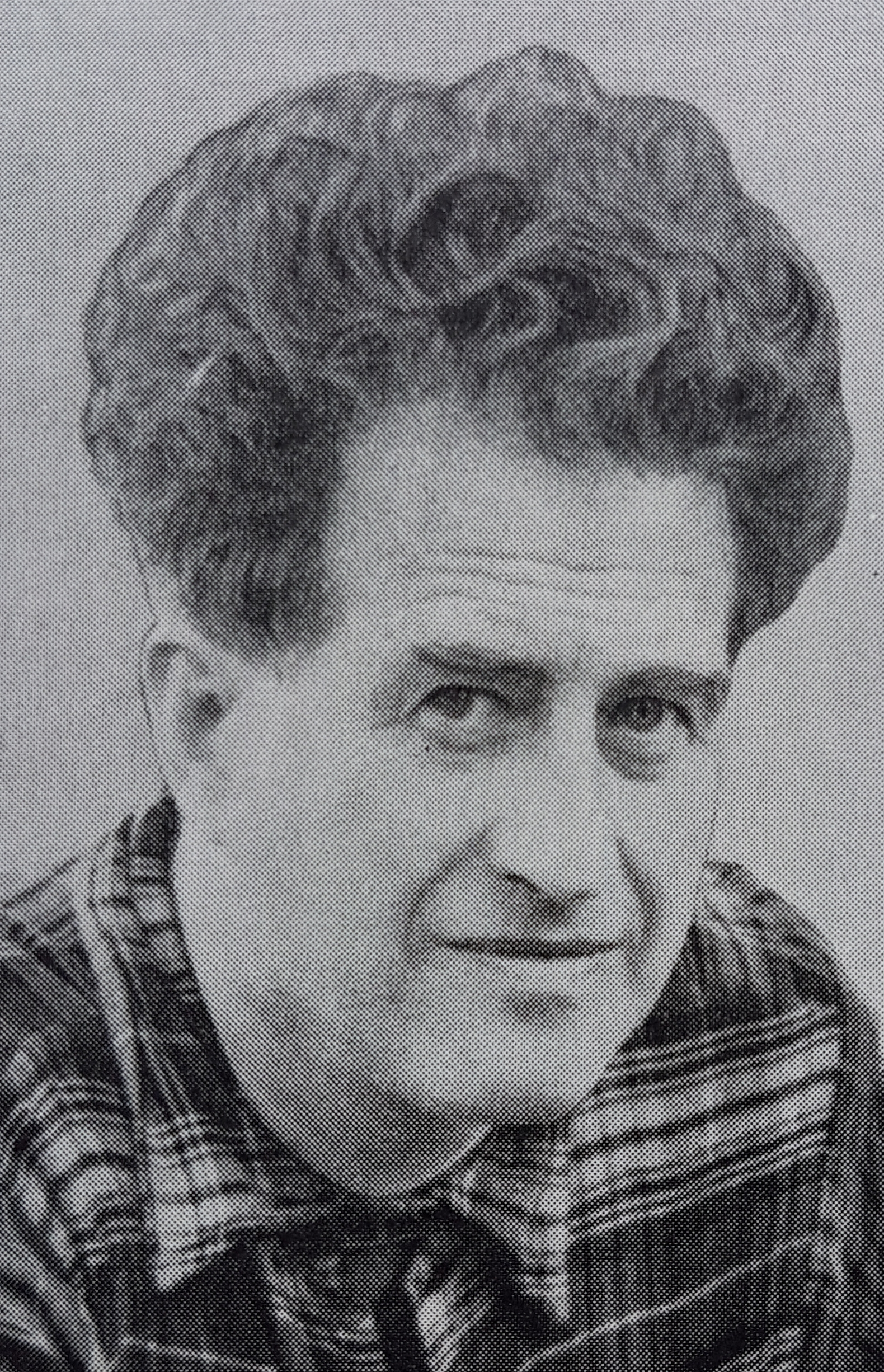
Gustaf Nordahl como aparece no Dicionário de Artistas Suecos (Swedish Artist Lexicon) publicado de 1952 a 1967 por Allhems Förlag AB.

Gustaf Nordahl (10 de agosto de 1903 – 10 de novembro de 1992) foi um escultor sueco. O seu trabalho fez parte do evento de escultura do concurso de arte dos Jogos Olímpicos de Verão de 1948, conquistando uma medalha de ouro.